# テトラエチレンペンタミン
テトラエチレンペンタミン (Tetraehtylenepentamine = TEPA) は、エチレンアミン類に属する有機化合物である。やや粘稠で無色ではなく、他のアミン類と同じように黄色である。ほとんどの極性溶媒に溶ける。商業的に入手でるTEPAには、ジエチレントリアミン (DETA)、トリエチレンテトラミン (TETA)、ピペラジン、およびアミノエチルピペラジンが含まれている。

## 使用
反応性と用途は、関連するエチレンアミン類のエチレンジアミン、ジエチレントリアミン、およびトリエチレンジアミンと同様である。これは主にエポキシ化学のキュアリング剤または硬化剤として使用される。これは、それ自体である場合もあれば、トール油脂肪酸 (TOFA) およびその二量体と反応してアミドアミンを生成する場合もある。このアミドアミンは、エポキシ樹脂システムのキュアリング剤として使用される。 TEPAは配位化学の五座配位子である。